# Dienne
|  | No s'ha de confondre amb Dienné. |

Dienne és un municipi del departament francès de Cantal a la regió d'Alvèrnia-Roine-Alps. El 2021 tenia 249 habitants.